# 사토 다이치
사토 다이치(일본어: 佐藤 太一, 1977년 8월 23일 ~ )는 일본의 전 축구 선수이다.

## 구단 경력
1996년 J1리그의 우라와 레즈에 입단했다. 1999년 J2리그의 오미야 아르디자로 이적했다. 2000년까지 26경기에 출전하여, 3득점을 넣었다. 2001년 몬테디오 야마가타로 이적했다.